# Bisdom Molegbe

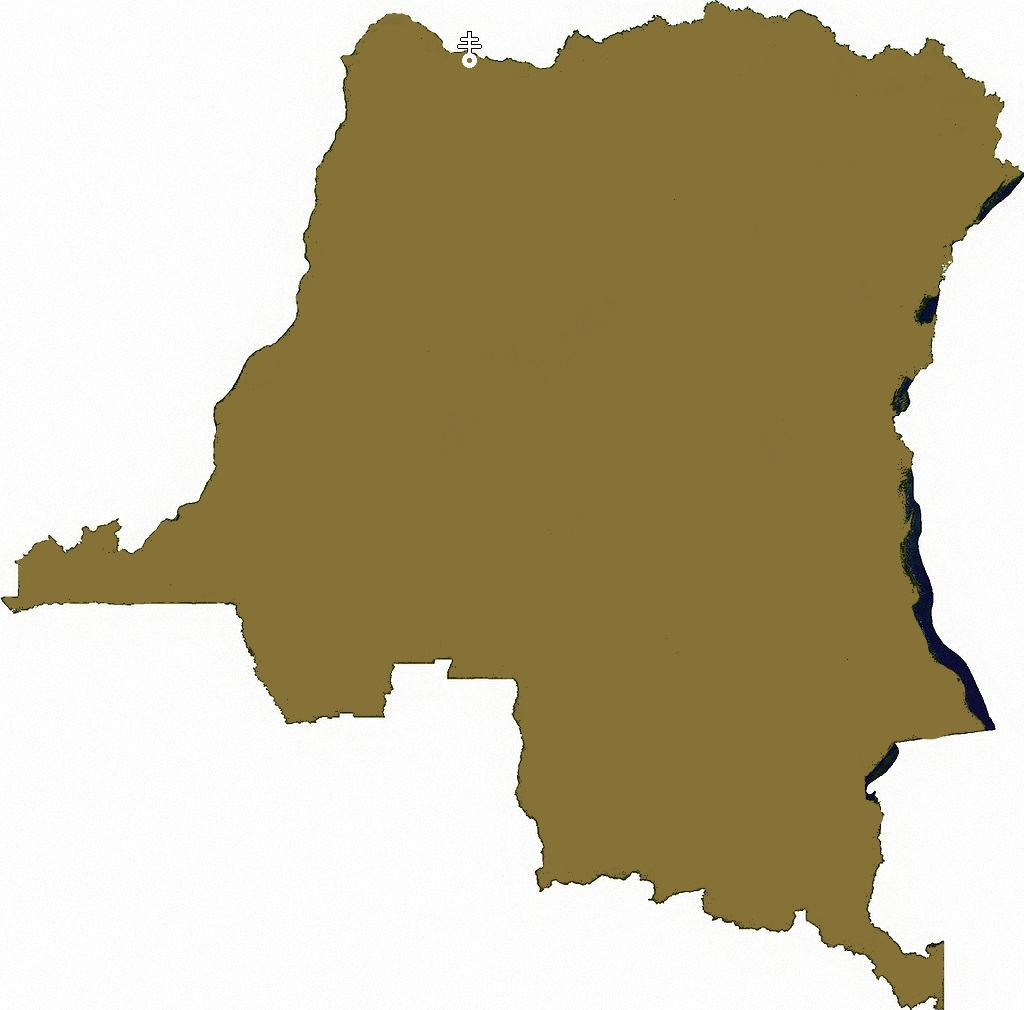
Molegbe

Het bisdom Molegbe (Latijn: Dioecesis Molegbensis) is een rooms-katholiek bisdom in Congo-Kinshasa met als zetel Molegbe (provincie Noord-Ubangi) (kathedraal Sint-Antonius van Padua). Het is een suffragaan bisdom van het aartsbisdom Mbandaka-Bikoro en werd opgericht in 1959. 
In 1911 werd er de apostolische prefectuur van Belgisch Ubangi opgericht in Belgisch-Congo. Deze werd in 1935 verheven tot een apostolisch vicariaat en op 10 november 1959 tot een bisdom. Léon Théobald Delaere was de eerste bisschop. Het bisdom heeft een oppervlakte van 79.000 km² en telde in 2019 1.668.172 inwoners waarvan 53,8% rooms-katholiek was.

## Bisschoppen
- Léon Théobald Delaere, O.F.M. Cap. (1959-1967)
- Joseph Kesenge Wandangakongu (1968-1997)
- Ignace Matondo Kwa Nzambi, C.I.C.M. (1998-2007)
- Dominique Bulamatari (2009-2023)
- vacant